# Lijst van windmolens in Zeeland
Hier volgt een lijst van windmolens in Zeeland. In Zeeland staan ca. 75 complete windmolens.
| Naam                         | Plaats                  | Gemeente           | Provincie | Type molen    | Functie               | Maalvaardigheid   | Bezoekmogelijkheid                                     | Foto        |
| ---------------------------- | ----------------------- | ------------------ | --------- | ------------- | --------------------- | ----------------- | ------------------------------------------------------ | ----------- |
| Aagtekerkse molen            | Aagtekerke              | Veere              | Zeeland   | grondzeiler   | korenmolen            | maalvaardig       | als de molen draait                                    |             |
| Aeolus                       | Dreischor               | Schouwen-Duiveland | Zeeland   | grondzeiler   | korenmolen            | maalvaardig       | niet bekend                                            |             |
| Aeolus                       | Wemeldinge              | Kapelle            | Zeeland   | stellingmolen | korenmolen, pelmolen  | maalvaardig       | in de regel zaterdagmiddag en als de molen draait      |             |
| D'Arke                       | Oostkapelle             | Veere              | Zeeland   | stellingmolen | korenmolen            | maalvaardig       | als de molen draait                                    |             |
| De Blazekop                  | Ovezande                | Borsele            | Zeeland   | beltmolen     | korenmolen            | maalvaardig       | op afspraak                                            |             |
| De Brak                      | Sluis                   | Sluis              | Zeeland   | stellingmolen | korenmolen            | maalvaardig       | pasen-okt, dagelijks 10-17 uur                         |             |
| Brassers Molen               | Biggekerke              | Veere              | Zeeland   | grondzeiler   | korenmolen            | maalvaardig       | di-za 9-12 en 13-18 uur                                |             |
| Buiten Verwachting           | Nieuw- en Sint Joosland | Middelburg         | Zeeland   | grondzeiler   | korenmolen            | maalvaardig       | za 12-16 uur                                           |             |
| Eben Haëzer                  | Spui                    | Terneuzen          | Zeeland   | beltmolen     | korenmolen            | maalvaardig       | mei-okt, za 13-16 uur en op afspraak                   |             |
| De Graanhalm                 | Burgh-Haamstede         | Schouwen-Duiveland | Zeeland   | stellingmolen | korenmolen, zaagmolen | maalvaardig       | ma-za 11-18 uur                                        |             |
| De Graanhalm                 | Gapinge                 | Veere              | Zeeland   | stellingmolen | korenmolen            | maalvaardig       | za 11-17 uur                                           |             |
| De Haan                      | Brouwershaven           | Schouwen-Duiveland | Zeeland   | grondzeiler   | korenmolen            | draaivaardig      | geen                                                   |             |
| Den Haas                     | Zierikzee               | Schouwen-Duiveland | Zeeland   | stellingmolen | korenmolen            | maalvaardig       | vrijdag en/of zaterdag verder als de molen draait      |             |
| De Harmonie                  | Biervliet               | Terneuzen          | Zeeland   | beltmolen     | korenmolen            | maalvaardig       | als de molen draait en op afspraak                     | De Harmonie |
| 't Hert / Oostermolen        | Ellemeet                | Schouwen-Duiveland | Zeeland   | grondzeiler   | korenmolen            | maalvaardig       | als de molen draait                                    |             |
| De Hoed                      | Waarde                  | Reimerswaal        | Zeeland   | standerdmolen | korenmolen            | maalvaardig       | zaterdagmiddag en op afspraak                          |             |
| De Hoop                      | Middelburg              | Middelburg         | Zeeland   | stellingmolen | korenmolen            | draaivaardig      | geen                                                   |             |
| De Hoop                      | Sint Philipsland        | Tholen             | Zeeland   | grondzeiler   | korenmolen            | in restauratie    | op afspraak                                            |             |
| De Hoop                      | Tholen                  | Tholen             | Zeeland   | stellingmolen | korenmolen            | maalvaardig       | za 13-17 uur                                           |             |
| De Hoop                      | Wemeldinge              | Kapelle            | Zeeland   | stellingmolen | korenmolen            | maalvaardig       | za 13-16 uur en op afspraak                            |             |
| De Hoop                      | Wolphaartsdijk          | Goes               | Zeeland   | stellingmolen | korenmolen            | maalvaardig       | molen- of monumentendag                                |             |
| De Hoop                      | Zierikzee               | Schouwen-Duiveland | Zeeland   | stellingmolen | korenmolen            | maalvaardig       | za 9-12 uur                                            |             |
| De Hoop & Verwachting        | Borssele                | Borsele            | Zeeland   | grondzeiler   | korenmolen            | maalvaardig       | za 13-16 uur en op afspraak                            |             |
| Hulsters Molen               | Schoondijke             | Sluis              | Zeeland   | beltmolen     | korenmolen            | maalvaardig       | za 10-17 uur                                           |             |
| De Jager                     | Oud-Vossemeer           | Tholen             | Zeeland   | stellingmolen | korenmolen            | maalvaardig       | niet bekend                                            |             |
| De Jonge Johannes            | Serooskerke             | Veere              | Zeeland   | beltmolen     | korenmolen            | maalvaardig       | apr-okt, dagelijks vanaf 10 uur, in winter op afspraak |             |
| Kloetingse Molen             | Kloetinge               | Goes               | Zeeland   | stellingmolen | korenmolen            | maalvaardig       | als de molen draait en op afspraak                     |             |
| De Koe                       | Veere                   | Veere              | Zeeland   | stellingmolen | korenmolen            | maalvaardig       | geen                                                   |             |
| De Koning                    | Middelburg              | Middelburg         | Zeeland   | stellingmolen | korenmolen            | maalvaardig       | za 12-16 uur                                           |             |
| De Koornbloem                | Goes                    | Goes               | Zeeland   | stellingmolen | korenmolen            | maalvaardig       | In de regel za 10-16 uur.                              |             |
| De Korenaar                  | Poortvliet              | Tholen             | Zeeland   | stellingmolen | korenmolen            | niet draaivaardig | op afspraak                                            |             |
| De Korenbloem                | Kortgene                | Noord-Beveland     | Zeeland   | stellingmolen | korenmolen            | maalvaardig       | za 11-16 uur                                           |             |
| De Korenbloem                | Scherpenisse            | Tholen             | Zeeland   | stellingmolen | korenmolen            | niet draaivaardig | geen                                                   |             |
| De Korenbloem                | Zonnemaire              | Schouwen-Duiveland | Zeeland   | stellingmolen | korenmolen            | maalvaardig       | als de molen draait en op afspraak                     |             |
| De Korenhalm                 | 's-Gravenpolder         | Borsele            | Zeeland   | stellingmolen | korenmolen            | maalvaardig       | op afspraak                                            |             |
| De Koutermolen               | Hoedekenskerke          | Borsele            | Zeeland   | grondzeiler   | korenmolen            | maalvaardig       | geen                                                   |             |
| Landzigt                     | Wissenkerke             | Noord-Beveland     | Zeeland   | grondzeiler   | korenmolen            | draaivaardig      | indien gehuurd                                         |             |
| De Lelie                     | Elkerzee                | Schouwen-Duiveland | Zeeland   | grondzeiler   | korenmolen            | maalvaardig       | als de molen draait en op afspraak                     |             |
| De Lelie                     | Koudekerke              | Veere              | Zeeland   | stellingmolen | korenmolen, pelmolen  | niet draaivaardig | zaterdag                                               |             |
| Meliskerkse Molen            | Meliskerke              | Veere              | Zeeland   | grondzeiler   | korenmolen            | maalvaardig       | za 10-16 uur                                           |             |
| Nieuwerkerkse Molen          | Nieuwerkerk             | Schouwen-Duiveland | Zeeland   | grondzeiler   | korenmolen            | maalvaardig       | op afspraak                                            |             |
| Molen van Nieuwvliet         | Nieuwvliet              | Sluis              | Zeeland   | grondzeiler   | korenmolen            | maalvaardig       | wo en za 13-17 uur                                     |             |
| De Nijverheid                | Sint-Maartensdijk       | Tholen             | Zeeland   | stellingmolen | korenmolen            | maalvaardig       | zaterdag en op afspraak                                |             |
| Nooitgedacht                 | Arnemuiden              | Middelburg         | Zeeland   | Grondzeiler   | korenmolen            | maalvaardig       | als de molen draait                                    |             |
| Nooitgedacht                 | Cadzand                 | Sluis              | Zeeland   | beltmolen     | korenmolen            | maalvaardig       | zo 14-18 uur                                           |             |
| Nooit Gedacht                | Eindewege               | Goes               | Zeeland   | stellingmolen | korenmolen            | maalvaardig       | als de molen draait                                    |             |
| Nooit Gedacht / Nieuwe Molen | Colijnsplaat            | Noord-Beveland     | Zeeland   | stellingmolen | korenmolen            | draaivaardig      | niet bekend                                            |             |
| De Noorman                   | Westkapelle             | Veere              | Zeeland   | stellingmolen | korenmolen            | maalvaardig       | za 10-16 uur                                           |             |
| De Onderneming               | Wissenkerke             | Noord-Beveland     | Zeeland   | stellingmolen | korenmolen            | maalvaardig       | dagelijks behalve zondag                               |             |
| Ons Genoegen                 | Middelburg              | Middelburg         | Zeeland   | stellingmolen | korenmolen            | draaivaardig      | als de molen draait                                    |             |
| Oranjemolen                  | Vlissingen              | Vlissingen         | Zeeland   | stellingmolen | korenmolen            | maalvaardig       | veelal op zondag en op afspraak                        |             |
| Oosterlandse Molen           | Oosterland              | Schouwen-Duiveland | Zeeland   | grondzeiler   | korenmolen            | maalvaardig       | op afspraak                                            |             |
| De Oude Molen                | Colijnsplaat            | Noord-Beveland     | Zeeland   | grondzeiler   | korenmolen            | maalvaardig       | op afspraak                                            |             |
| De Oude Molen                | Kruiningen              | Reimerswaal        | Zeeland   | grondzeiler   | korenmolen            | maalvaardig       | za 13.30-17 uur en op afspraak                         |             |
| De Pere                      | Oost-Souburg            | Vlissingen         | Zeeland   | stellingmolen | korenmolen            | maalvaardig       | ma-vr 10.30-17.30 uur                                  |             |
| De Poel                      | Nisse                   | Borsele            | Zeeland   | grondzeiler   | korenmolen            | maalvaardig       | op afspraak                                            |             |
| Retranchementse Molen        | Retranchement           | Sluis              | Zeeland   | standerdmolen | korenmolen, pelmolen  | maalvaardig       | juli en augustus wo en za 13-17 uur en op afspraak     |             |
| De Rozeboom                  | Krabbendijke            | Reimerswaal        | Zeeland   | grondzeiler   | korenmolen            | draaivaardig      | op afspraak                                            |             |
| De Seismolen                 | Middelburg              | Middelburg         | Zeeland   | stellingmolen | korenmolen            | maalvaardig       | als de molen draait                                    |             |
| Stadsmolen                   | Axel                    | Terneuzen          | Zeeland   | stellingmolen | korenmolen            | maalvaardig       | apr-okt, za 10-16.30 uur, groepen op afspraak          |             |
| De Stadsmolen                | Hulst                   | Hulst              | Zeeland   | stellingmolen | korenmolen            | maalvaardig       | zo 13.00-17.00 en op afspraak                          |             |
| Standerdmolen Kloosterzande  | Kloosterzande           | Hulst              | Zeeland   | standerdmolen | korenmolen            | maalvaardig       | op afspraak                                            |             |
| Standerdmolen Sint Annaland  | Sint-Annaland           | Tholen             | Zeeland   | standerdmolen | korenmolen            | maalvaardig       | zaterdag en op afspraak                                |             |
| Stavenisser Molen            | Stavenisse              | Tholen             | Zeeland   | grondzeiler   | korenmolen            | maalvaardig       | als de molen draait en op afspraak                     |             |
| De Verwachting               | Tholen                  | Tholen             | Zeeland   | stellingmolen | korenmolen            | maalvaardig       | regelmatig te bezoeken                                 |             |
| De Vier Winden               | Sint-Annaland           | Tholen             | Zeeland   | stellingmolen | korenmolen            | niet draaivaardig | geen                                                   |             |
| De Vijf Gebroeders           | Heinkenszand            | Borsele            | Zeeland   | stellingmolen | korenmolen            | maalvaardig       | als de molen draait                                    |             |
| Vogelzicht                   | Kuitaart                | Hulst              | Zeeland   | grondzeiler   | korenmolen            | maalvaardig       | als de molen draait en op afspraak                     |             |
| Weltevreden                  | Domburg                 | Veere              | Zeeland   | grondzeiler   | korenmolen            | maalvaardig       | als de molen draait                                    |             |
| 't Welvaaren van Grijpskerke | Grijpskerke             | Veere              | Zeeland   | grondzeiler   | korenmolen            | niet draaivaardig | geen                                                   |             |
| Windlust                     | Brouwershaven           | Schouwen-Duiveland | Zeeland   | kleine molen  | korenmolen            | maalvaardig       | als de molen draait en op afspraak                     |             |
| Windlust                     | Hoek                    | Terneuzen          | Zeeland   | stellingmolen | korenmolen            | maalvaardig       | meestal zaterdags                                      |             |
| De Witte Juffer              | IJzendijke              | Sluis              | Zeeland   | stellingmolen | korenmolen            | maalvaardig       | za 13-17 uur                                           |             |
| De Witte Molen               | Rilland                 | Reimerswaal        | Zeeland   | stellingmolen | korenmolen            | maalvaardig       | als de molen draait en op afspraak                     |             |
| Zoutelandse Molen            | Zoutelande              | Veere              | Zeeland   | grondzeiler   | korenmolen            | in restauratie    | momenteel geen                                         |             |
| Zuidzandse Molen             | Zuidzande               | Sluis              | Zeeland   | beltmolen     | korenmolen            | maalvaardig       | op afspraak                                            |             |
| De Zwaan                     | Moriaanshoofd           | Schouwen-Duiveland | Zeeland   | grondzeiler   | korenmolen            | maalvaardig       | op afspraak                                            |             |